# Mariana de la Encarnación
Mariana de la Encarnación (Ciudad de México, 20 de marzo de 1571- Templo de Santa Teresa La Antigua, 6 de diciembre de 1657). Religiosa, escritora y cofundadora del primer convento carmelita de México, hoy Iglesia de Santa Teresa la Antigua junto a Inés de la Cruz. Escribió la Relación de la fundación del Convento Antiguo de Santa Teresa.

## Biografía

### Familia
Mariana de la Encarnación nació en la Ciudad de México en 1571. Sus padres fueron "los muy nobles republicanos Alonso de Herrera, y Doña Ynes de Pedraza".

### Infancia
Entró al convento de Jesús María a la edad de ocho años, el 10 de enero de 1580, fecha de fundación del mismo.
"Yo entre... tan pequeña que no tenía nueve años cumplidos"
Durante su infancia, Mariana careció de los cuidados de crianza y adoctrinamiento necesarios, pues para las monjas era más importante estar pendiente de las obras del convento que de las niñas.

### Formación
Por la ausencia de guía espiritual, Mariana tuvo que su formarse su fe de manera autodidacta y, por esa razón, tuvo una crisis antes de profesar; cuestionó su vocación por falta de comprensión hacia la vida religiosa:
"como en fundación nueva en donde hay tantos cuidados de obra, recepciones de novicias y niñas, no se tenía el que era menester en criar y doctrinar gente pequeña, faltóme el magisterio necesario para las futuras misericordias..."
Mariana tomó formalmente los hábitos a los 16 años, el 21 de abril de 1587, siendo abadesa del convento de Jesús María, Ana de Santa María, y maestra de novicias Beatriz de la Concepción. Una de sus biografías además señala que sobresalió por sus cualidades musicales, poseía talento en el canto y el arte y aprendió a tocar instrumentos musicales como el órgano.
Fray Agustín de la Madre de Dios señala que Mariana de la Encarnación hacía penitencias y ayunos como una forma de alcanzar la perfección espiritual: “"Dio en hacer rigurosas penitencias y ayunos extraordinarios con que iba aminorando la salud y enflaqueciendo las fuerzas; porque el amor de Dios luego estimula a hacer guerra a la carne... ”. Asimismo, el biógrafo señala que Mariana, así como Marina de la Cruz, “... aprendieron intuitivamente leyendo la vida de Teresa. Reclutando otras compañeras se instituyó la observancia con la explicita [sic] aprobación de visiones de Cristo y Teresa de Jesús a falta de autoridades humanas superiores.”

## Fundación del Convento Antiguo de Santa Teresa
Mariana de la Encarnación escribió la obra Relación de la fundación del Convento Antiguo de Santa Teresa la cual es la segunda crónica sobre la fundación del primer convento de carmelitas descalzas en la Ciudad de México. En su obra, explica detalladamente la manera en la que ella e Inés de la Cruz (la otra fundadora), obtuvieron los recursos y realizaron las diligencias necesarias para la fundación del convento. La crónica de Mariana de la Encarnación es una de las tres que se conocen sobre el Convento de Santa Teresa la Antigua, siendo antecedido por el de Inés de la Cruz de 1625. Aunque esta segunda crónica de la fundación del convento no está fechada, se ha deducido que fue escrita aproximadamente en 1641.
El texto de Mariana de la Encarnación se divide en cuatro secciones, en la primera da cuenta de su vida, su experiencia como religiosa y el momento en que conoció a Inés de la Cruz. La segunda parte es una biografía de Inés de la Cruz. En la tercera describe la fundación del convento; y la cuarta narra la ceremonia de fundación del convento y sus primeros años.